# ميشيل سابين
ميشيل سابين (بالفرنسية: Michel Sapin). ولد في 9 أبريل 1952) هو سياسي فرنسي خدم في حكومة فرنسا منصب وزير المالية منذ عام 2014. وشغل سابقا منصب وزير المالية 1992-1993، وكان وزيرا للخدمة المدنية 2000-2002 وزير العمل من عام 2012 إلى عام 2014. سابين، هو اشتراكي، وقد خدم أيضا كعضو في الجمعية الوطنية في فرنسا.
بعد تولي الرئيس فرانسوا هولاند، أصبح سابين وزير العمل والتشغيل والشؤون الاجتماعية في حكومة يرأسها رئيس الوزراء جان مارك أيرولت يوم 16 مايو عام 2012. بعد ذلك بعامين، تم نقله إلى منصب وزير المالية في خلف ايرولت، ومانويل فالس.

## روابط خارجية
- ميشيل سابين على موقع مونزينجر (الألمانية)